# Avventure di Hoffmann
Avventure di Hoffmann (Hoffmanns Erzählungen) è un film muto del 1923 prodotto, interpretato e diretto da Max Neufeld.
È uno dei numerosi adattamenti cinematografici dell'opera Les Contes d'Hoffmann di Jacques Offenbach. Il libretto originale di Jules Barbier chiude tra un prologo e un epilogo tre storie ispirate da alcuni racconti di E.T.A. Hoffmann.

## Produzione
Il film fu prodotto dalla Vita-Film AG (Wien).

## Distribuzione
Venne presentato in prima allo Schwarzenberg-Kino di Vienna il 6 aprile 1923.